# Belém
Belém (phát âm tiếng Bồ Đào Nha: [beˈlẽj]), là một município, thủ phủ và thành phố lớn nhất của bang Pará ở vùng Bắc. Đây là "lối vào" sông Amazon với một cảng biển nhộn nhịp, và một sân bay. Belém nằm cách bờ biển Đại Tây Dương chừng 100 km, kế bên sông Pará, một phần của hệ thống sông Amazon rộng hơn. Với dân số ước tính là 1.439.561 người — hay 2.249.405, khi tính cả vùng đô thị của nó — đây là thành phố lớn thứ 11 của Brasil, với nền kinh tế đứng thứ 16. Nó lớn thứ hai trong vùng Bắc (Norte), sau Manaus tại bang Amazonas.
Thành lập năm 1616 bởi Vương quốc Bồ Đào Nha, Belém là thuộc địa đầu tiên của châu Âu ở Amazon nhưng chưa thuộc về Brasil cho tới năm 1775.
Belém được kết nối nhờ hai sân bay: sân bay quốc tế Val de Cães, nối thành phố với phần còn lại của Brasil cũng như những thành phố lớn khác của Nam Mỹ, và Sân bay Brig. Protásio de Oliveira (tên cũ Júlio César). 